# نیکولو و مافئو پولو

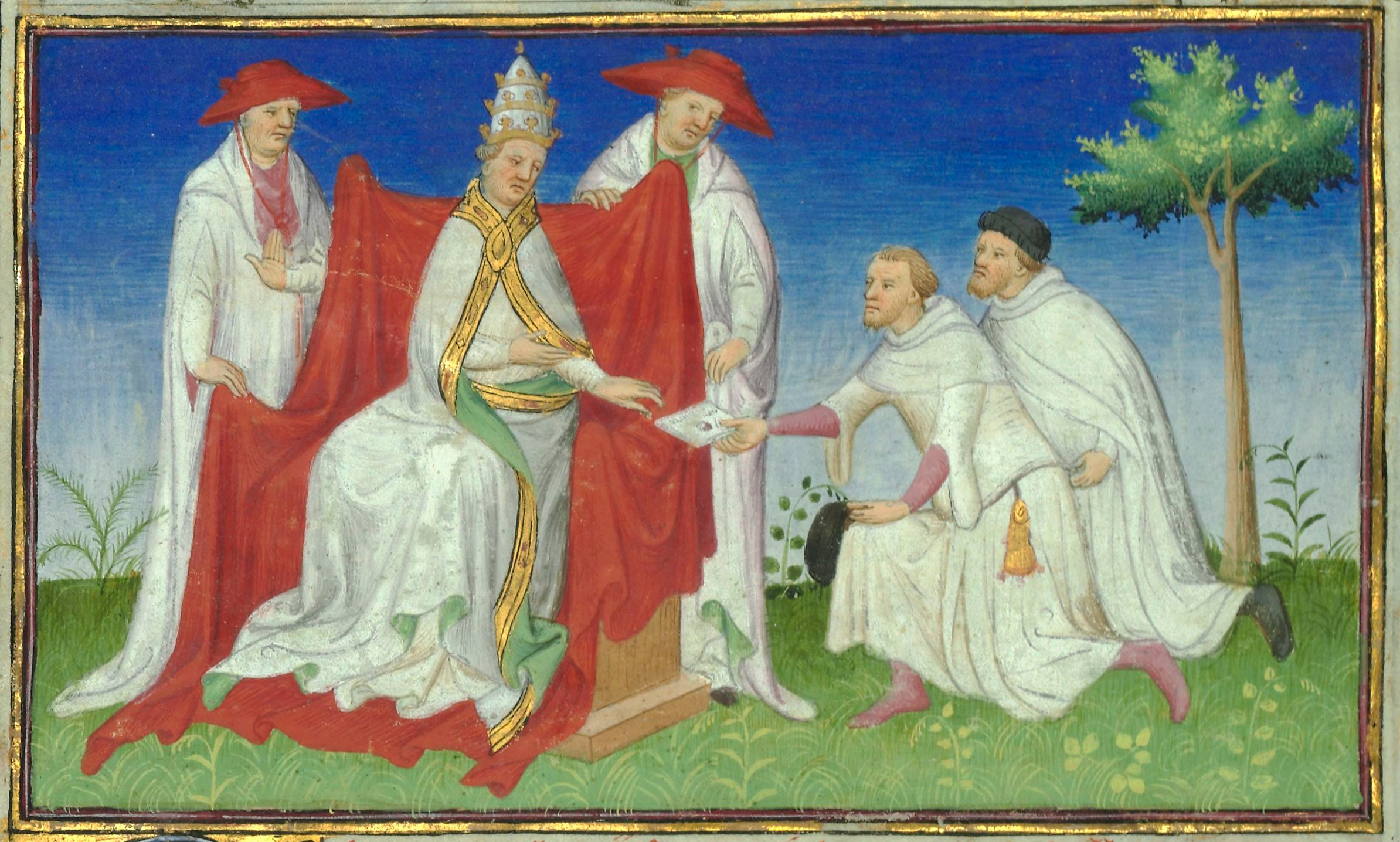
تابلوی نقاشی نیکولو و مافئو پولو در کنار گریگوری ایکس

نیکولو (به انگلیسی: Niccolò) (زاده ۱۲۵۲، درگذشته ۱۲۹۴ میلادی) و مافئو پولو (به انگلیسی: Maffeo Polo) (زاده ۱۲۵۲، درگذشته ۱۳۰۹ میلادی) به‌ترتیب پدر و عموی جهانگرد مشهور، مارکو پولو بودند. این دو جهانگرد ونیزی پیش از تولد مارکو، به دلیل بازرگانی و داد و ستد با کشورهای دیگر، به جهانگردی در مناطقی چون قسطنطنیه، سوداک، شبه جزیره کریمه و بخش‌های غربی امپراتوری مغول رفته بودند. آن‌دو نفر پیش از عزیمت به مرزهای کشور چین کنونی، به ایتالیا بازگشتند تا پیغامی را به پاپ برسانند. مارکو در سفر بعدی نیز همراه آن‌ها شد و جهانگردی خود را آغاز کرد که سرانجام منجر به انتشار کتاب سفرهای مارکو پولو گردید.